# César Fiaschi
César Fiaschi fue un actor que nació en Chile el 21 de mayo de 1891 y falleció en Buenos Aires, Argentina en 1954. Hijo de padres italianos. Padre de Rosario Fiaschi, más conocida como Charito Granados, una reconocida actriz de la época de oro del cine mexicano.   
Muy joven trabajó en el filme sin sonido La Revolución de Mayo (1910), primera película argumental argentina y en 1931 actuó junto a Carlos Gardel en el cortometraje Viejo smoking de Eduardo Morera. Fue un destacado intérprete de reparto en muchos filmes de Argentina y también actuó en la película de Uruguay Los tres mosqueteros (1945).  

## Filmografía
Participó como intérprete en los siguientes filmes:
Actor
- Horas marcadas (1954)
- Mercado negro (1953)
- La niña de fuego (1952)
- La melodía perdida (1952)
- Un guapo del 900 (1952)
- El gaucho y el diablo (1952)
- Surcos de sangre (1950) .... Esteban
- Un hombre solo no vale nada (1949)
- El cantor del pueblo (1948)
- Don Bildigerno en Pago Milagro (1948)
- Las aventuras de Jack (1948)
- El precio de una vida (1947)
- Mirad los lirios del campo (1947)
- La senda oscura (1947)… Dr. González
- Albéniz (1947)
- La guitarra de Gardel (1949) .... Don Felipe
- El misterioso tío Silas (1947)…Abogado
- La honra de los hombres (1946)
- Los tres mosqueteros (1946) .... Rey
- Santa Cándida (1945)
- El deseo (1944)
- Su mejor alumno (1944)
- Siete mujeres (1944)
- Centauros del pasado (1944)
- El fin de la noche (1944)
- Frontera Sur (1943)
- Los ojos más lindos del mundo (1943)
- Incertidumbre (1942)
- Su primer baile (1942)
- Sendas cruzadas (1942)
- En el último piso (1942)
- La maestrita de los obreros (1942)
- Veinte años y una noche (1941)
- Fortín Alto (1941)
- La quinta calumnia (1941)
- Confesión (1940)…Cernadas
- Nosotros…los muchachos (1940)
- Corazón de turco (1940)
- La canción que tú cantabas (1939)
- Alas de mi patria (1939)
- Retazo (1939)
- Los pagarés de Mendieta (1939)
- Cándida (1939) .... Dr. Luis Giménez
- Doce mujeres (1939)
- Con las alas rotas (1938)
- Poncho blanco (1936)
- Viejo smoking (1931)…El amigo
- El caballero de la rambla (1925)
- La Revolución de Mayo (1910)